# Menhir von Creac’h-an-Archant

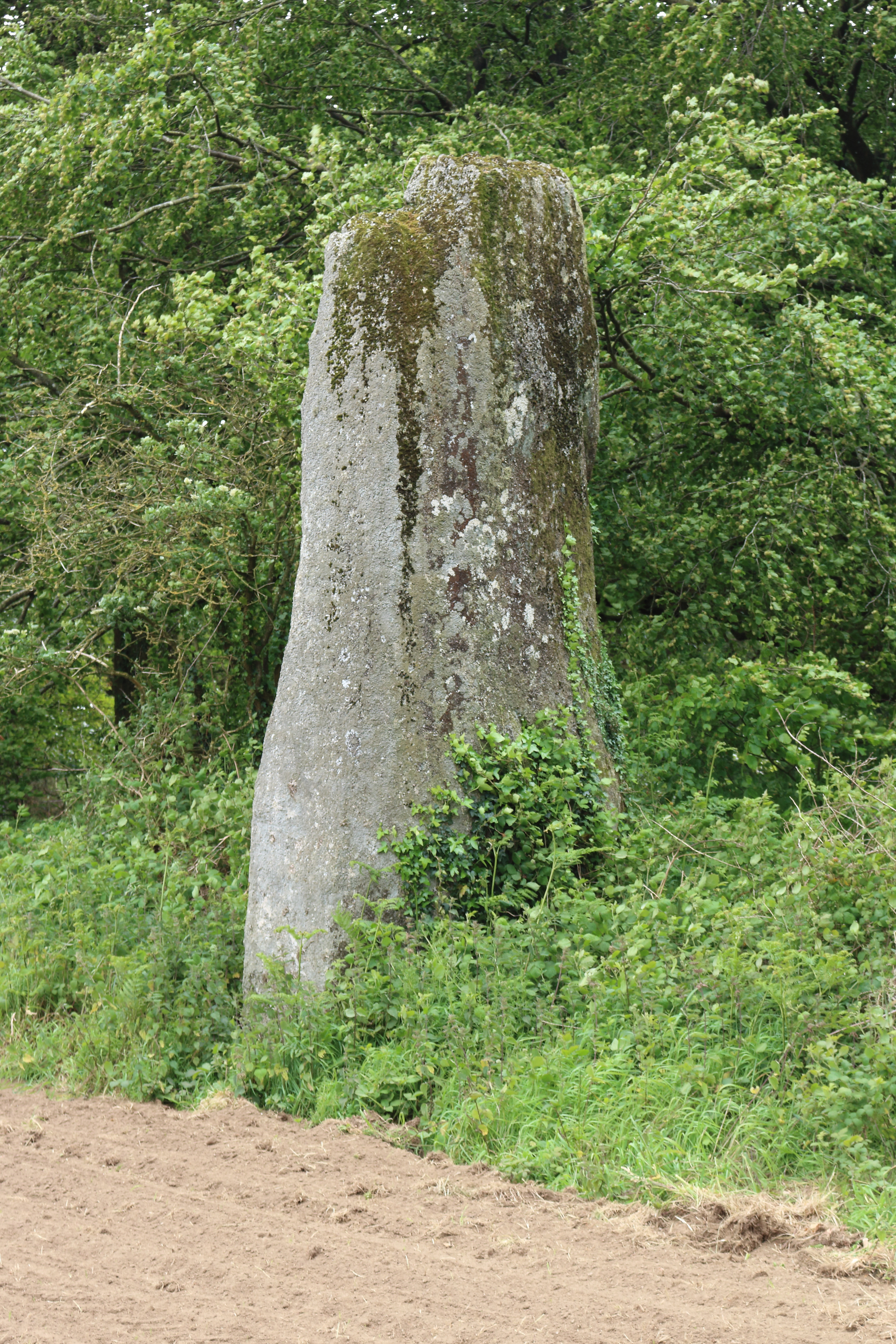
Menhir von Creac’h-an-Archant

Der Menhir von Creac’h-an-Archant (auch Menez Crec’h An Arhan, Menhir von Kerivoa, Menhir von Krec’h an Arc’hant oder Crec’h-ar-Argant genannt) steht südlich des Weilers Kerivoa in der Gemeinde Bourbriac im Département Côtes-d’Armor in der Bretagne in Frankreich.
Der Menhir hat 5,2 m Höhe und 1,85 m Breite. Er hat in 1,5 m Höhe einen Umfang von 5,8 m und ist aus Granit. Im 19. Jahrhundert war er noch von kleinen Menhiren umgeben.
Etwa 200 m entfernt in der Gemeinde Kerien liegt die Allée couverte von Creac’h-an-Archant. Es ist wahrscheinlich, dass sie zur selben Gruppe gehört. Das zusammengebrochene Galeriegrab liegt neben der Straße an der Nordseite eines niedrigen Hügels. Es besteht aus einer 0,4 Meter dicken zerbrochenen ovalen Deckenplatte von 3,4 × 2,7 Metern und mehreren Tragsteinen.